# Karina Jespersen
Karina Jespersen, född 20 mars 1975 i Köpenhamn, är en tidigare dansk handbollsspelare och senare handbollstränare. Hon spelade som mittnia, playmaker.

## Karriär
Karina Jespersen inledde sin karriär i FIF och det var där hon fick sitt genombrott och blev landslagsuttagen. Hon spelade kvar i FIF till 2001. Hon lämnade klubben för ett år i Skovbakken, en Århusklubb som sedan ombildades till SK Århus. Hon återvände efter ett år till  nybildade FCK i Köpenhamn. 2003 hade hon tänkt spela i Italien men kontraktet avbröt så då spelade hon i Fox i Fredrikshamn. 2004 realiserade hon Italienplanerna och spelade i fem år för tre olika italienska klubbar. Hon återvände 2009 till BK Ydun i Danmark där hon 2010 började som spelande tränare. Efter ett års uppehåll fortsatte hon som tränare i FIF och slutade 2015-2016 som chefstränare för klubben. Hon var sedan spelare i Roskilde håndbold under ett år innan började spela Vidar.

## Landslagskarriär[1]
Karina Jespersens landslagskarriär började mot Sverige den 27 februari då Danmark vann med 23-17. Jespersen spelade under 1997-1998 32 landskamper och gjorde 35 mål för Danmark. Spelade i VM-turneringen 1997 tre matcher i det inledande gruppspelet mot Tjeckien, Slovenien och Makedonien. Resten av VM-matcherna var hon inte med i, men hon blev ändå världsmästare 1997. 1998 spelade hon i EM 1998 fram till mellanrundans slut, men inte i semifinal och final. Hon är alltså också EM-silvermedaljör. I EM 1998 spelade hon sin sista landskamp den 17 december mot Norge som vann i mellanrundan mot Danmark med 28-19.

## Klubbar som spelare[2]
- FIF håndbold (1995-2001)
- Skovbakken (senare SK Århus) (2001-2002)
- FCK Håndbold  (2002-2003)
- Mortara (2003-2004 avbrutet)
- Fox team Nord (2003-2004)
- HF Teramo (2004-2006)
- SS Pallamano Bancole (2006-2007)
- Aristo Pallamano Ferrara (2007-2009)[3]
- BK Ydun (2009-2011)
- Inget uppdrag
- Roskilde Håndbold (2016-2017)
- VHC Vidar (2017 -2019)

## Klubbar som tränare
- BK Ydun (2010-2011)
- FIF Håndbold (2012-2016, chefstränare 2015-2016

## Meriter
- VM-guld 1997 med Danmarks damlandslag i handboll
- EM-silver 1998 med Danmarks damlandslag i handboll

### Fotnoter
1. ↑  ”Karina Jespersson”. Haslund info. http://www.haslund.info/haandbold/20_dame/20_spillere/jeskar.asp. Läst 19 oktober 2019.
2. ↑  ”Karina Jespersen”. DHDB /Hyldgard Jensen. http://dhdb.hyldgaard-jensen.dk/spiller.php?id=2524. Läst 19 oktober 2019.
3. ↑  ”Karina Jespersen”. EHF. Arkiverad från originalet den 19 oktober 2019. https://web.archive.org/web/20191019141949/http://www.eurohandball.com/ec/chc/women/2008-09/player/522481/Karina%2BJespersen. Läst 19 oktober 2019.